# Lubiszyn
Lubiszyn (in tedesco Ludwigsruh) è un comune rurale polacco del distretto di Gorzów, nel voivodato di Lubusz.
Ricopre una superficie di 205,3 km² e nel 2004 contava 6 726 abitanti.